# Alchemilla kulczynskii
Alchemilla kulczynskii är en rosväxtart som beskrevs av Pawl.. Alchemilla kulczynskii ingår i släktet daggkåpor, och familjen rosväxter. Inga underarter finns listade i Catalogue of Life.